# Berger des Pyrénées donnant du sel à ses moutons
Berger des Pyrénées donnant du sel à ses moutons est un tableau réalisé par Rosa Bonheur en 1864 et conservé au musée Condé à Chantilly. Le tableau a été commandé par Henri d'Orléans à l'artiste.

## Historique du tableau
Rosa Bonheur connait un grand succès au Salon de 1853 avec son tableau Le Marché aux chevaux puis en lors de l'exposition universelle de 1855 avec La Fenaison en Auvergne. Henri d'Orléans, duc d'Aumale, alors en exil en Angleterre, continue de suivre l'actualité artistique en France et commande un tableau à l'artiste pour sa femme Marie-Caroline de Bourbon-Siciles. Pour cela, il passe par l'intermédiaire de la comtesse de Ségur dont on conserve la correspondance. Le duc reçoit l'œuvre le 5 juin 1864 dans des dimensions plus grandes qu'attendues. Le tableau plaît tellement au duc et à la duchesse qu'il décide de payer le double du prix convenu, soit la somme de 10 000 francs au lieu de 5 000. 
Le tableau revient en France en 1871 avec le duc de retour d'exil et est installé dans la galerie de peinture de son château de Chantilly, où elle se trouve toujours. Le duc et l'artiste ont eu l'occasion de se rencontrer par la suite lors d'un diner organisé au château le 22 avril 1894 au cours duquel participent également Auguste Cain et Ernest Lavisse.

## Sujet
Rosa Bonheur s'est rendue à plusieurs reprises dans les Pyrénées et notamment en 1850 pour prendre les eaux à Luz-Saint-Sauveur. Elle en rapporte de nombreux dessins au cours de ses excursions. Les moutons représentés sont caractéristiques de la race basco-béarnaise.

## Œuvres en rapport
Un tableau daté de 1887 et intitulé Berger des Pyrénées avec son troupeau, vendu chez Christie's en juin 1908 reprend un sujet très proche de celui de Chantilly,. 

## Le tableau dans la culture
Le tableau est représenté dans la série Le Jeu de la dame : au début de l'épisode 2, lorsque Beth Harmon arrive chez ses parents adoptifs, Alma Wheatley lui présente des reproductions de tableaux de la peintre Rosa Bonheur.